# Boeing 307
Boeing Model 307 Stratoliner je bilo štirimotorno propelersko potniško letalo ameriškega proizvajalca Boeing. Ko je vstopil v uporabo, je bilo prvo potniško letalo s presurizirano kabino. Lahko je letelo na višini 20000 čevljev (6000 m) in se tako izognilo slabemu vremenu. Razlika tlakov je bila 2,5 psi (17 kPa), kar pomeni, da je bil na višini 14 700 čevljev (4 480 m) tlak v kabini 8000 čevljev (2440 m). Model 307 je imel petčlansko posadko in 33 potnikov. Kabina je imela premer 3,51 metra. 
Leta 1935 je Boeing zasnoval štirimotorno potniško letalu na bazi bombnika B-17. Imel je krila, rep, višinsko krmilo, pristajalno podvozje in motorje od B-17C. 307 je imel nov okrogel trup premera 351 cm.
Prvo naročilo za "Stratolinerje" je prišlo leta 1937 od Pan American Airways, drugo naročilo po od Transcontinental & Western Air (TWA).
Med 2. Svetovno vojno se je letenja nad oceani smatralo za luksuz. Veliko potniških letal in letečih čolnov so preuredili v vojaška. 307 so dali oznako C-75. Do pojava Douglas C-54 Skymaster leta 1942 so to bila edina letala s transatlantskim dosegom.
Sprememba v C-75 je pomenila odstranitev opreme za presurizacijo za zmanjšanje teže. Dodali so pet tankov za večjo dolet. Dodali so močnejše pristajalno podvozje in povečali vzletno težo do 20 400 do 25 400 kg. Letalo so pobarvali v vojaško olivno barvo.

## Tehnične specifikacijeBoeing 307)
Podatki iz Jane's AWA 1942
Splošne karakteristike
- Posadka: 5
- Število sedežev: 38 potnikov,
- Dolžina: 74 ft 4 in (22,6 m)
- Razpon kril: 107 ft 0 in (32,63 m)
- Višina: 20 ft 9,5 in (6,33 m)
- Površina kril: 1 486 ft² (138,0 m²)
- Teža praznega letala: 30 000 lb (13 608 kg)
- Naložena teža: 45 000 lb (20 420 kg)
- Pogon letala: 4 ×  Wright GR-1820-G102 zračnohlajeni zvezdasti motorji, 1 100 KM (820 kW)  vsak

 Zmogljivost 
- Maks. hitrost: 241 mph na višini 6 000 čevljev (387 km/h na višini 1 830 m)
- Potovalna hitrost: 215 mph na višini 10 000 čevljev (344 km/h na višini 3 050 m)
- Doseg: 1 750 mi (2 820 km)
- Višina leta: 23 300 ft (7 110 m)
- Obremenitev kril: 28 lb/ft² (138 kg/m²)
- Razmerje moč/teža: 0,098 KM/lb (160 W/kg)